# 伊格内修斯·兰泽塔
伊格内修斯·安德鲁·“弗兰克·皮乌斯”·兰泽塔（英語：Ignatius Andrew "Frank Pius" Lanzetta；1903年7月12日 – ?）是一名黑幫、私酒販和毒品販子。他有另外五個兄弟，與他一起組成了私酒和販毒的幫派，稱為「蘭澤塔兄弟幫」（the Lanzetti brothers，Lanzetti這個拼字是由於不正確的文檔和報紙而成的）。

## 早年
伊格內修斯·蘭澤塔於1903年出生在賓夕凡尼亞州的南費城，父母是意大利裔美國人Michele和Ignatius Lanzetta。伊格內修斯有另外五個兄弟：利奥、皮烏斯（Pius）、威利（Willie）、特奧（Teo）和盧西恩（Lucien）；利奧是最年長的兄弟，而皮烏斯是排名第二的兄弟。

## 禁酒令
最年長的利奧與伊格內修斯和他們另外的兄弟在1920年代早期組成了蘭澤塔兄弟幫。他們在小意大利控制著非法私酒生意。
他們與意大利黑幫Michael Falcone和Louis "Fats" Delrossi結盟。他們的敵人包括：波蘭黑幫老大威廉·米高·庫斯克、西西里島黑手黨兼布魯諾犯罪家族老大薩爾瓦托雷·薩貝拉、猶太黑幫老大馬克斯·霍夫，以及私酒販約瑟·布魯諾（Joseph Bruno）。
蘭澤塔兄弟幫以極端暴力的方式來管理他們的幫派，並擴展到販毒和博彩。

## 個人生活
伊格內修斯與意大利人May Siano結婚。他們育有一名兒子Warren和女兒Vanna。

## 家庭麻煩
利奧和伊格內修斯於1925年8月18日在第8街與Catherine街謀殺了布魯諾。4天後，當利奧離開第7街與Bainbridge街的一間理髮店時，一名不明身份的襲擊者殺死了他，為報布魯諾被殺之仇。薩貝拉被懷疑是殺死利奧的兇手。
皮烏斯於1936年12月31日在南第八街726號的一間小餐館裡被殺死。
威利在1939年7月2日被發現他的頭放在一個麻布袋裡，腦部有一夥子彈。
蒂奧在1940年因販毒而被定罪，並被送往萊文沃思監獄（Levenworth Prison）。

### 定罪
伊格內修斯與Delrossi和Falcone一起因違反新澤西州的「黑幫法」（Gangster Law）而在1936年入獄，並在1940年獲釋；儘管他們的刑期（根據C. Ronald Huff所說）是「不超過10年且不少於5年的監禁……」。
當伊格內修斯在1940年出獄時，他與他的兄弟盧西恩和母親逃走至密芝根州的底特律。

## 電視劇改編作品
在HBO電視劇《酒私風雲》的第一季中，伊格內修斯·蘭澤塔和他的兄弟被啟發為努基·湯普森的主要敵人「達萊西奧兄弟幫」（D'Alessio brothers）。在電視劇中，伊格內修斯是達萊西奧幫的共同領袖「伊格內修斯·達萊西奧」（Ignacious D'Alessio）的靈感來源。在電視劇中，他的兄弟是：利奧（Leo）、馬泰奧（Matteo）、盧西恩（Lucien）、西克斯特斯（Sixtus）、皮烏斯（Pius），以及另一個在費城當牙醫的兄弟。兄弟們還有另外幾個姐妹。在第一季的最後一集中，伊格內修斯和皮烏斯於1920年11月被自由職業殺手理查·哈洛用一把削短型霰彈槍射殺而死。